# 양승은
양승은(1983년 9월 17일 ~ )은 대한민국의 아나운서다.

## 경력
- 2008년 ~ 현재 : MBC 아나운서국 아나운서
- 2010년 : MBC 광저우 아시안 게임 캐스터
- 2010년 5월 : 어린이날 홍보대사
- 2011년 3월 : 에너지 절약 홍보대사
- MBC 아나운서국 차장

## 진행 경력

### TV-뉴스
- 주말 《MBC 뉴스데스크》(2012년 5월 12일 ~ 2013년 3월 17일) 노조 탈퇴 MBC 양승은 아나, 주말 뉴스데스크 앵커 임명
- 토요일 《MBC 뉴스투데이》(2011년 12월 3일 ~ 2012년 1월 21일)
- 토요일 《MBC 뉴스투데이》 - MBC 스포츠투데이
- 주말 《MBC 뉴스데스크》 MBC 스포츠뉴스
- 일요일 《MBC 주말뉴스》 (2019년 2월 10일 ~ 2019년 2월 24일)
- 평일 《930 MBC 뉴스》 앵커 (2020년 6월 29일 ~ 2021년 4월 9일)
- 평일 《MBC 뉴스투데이》 - 이 시각 세계 코너 임시진행 (2024년 5월 20일 ~ 2024년 6월 28일)[2]
- 평일 《930 MBC 뉴스》 임시진행 (2024년 5월 20일 ~ 2024년 6월 28일)[3]
- 평일 《MBC 2시 뉴스외전》 서브 진행 (2024년 7월 22일 ~ 현재)
- 평일 《MBC 5시 뉴스와 경제》임시진행 (2025년 4월 22일)

### TV-예능 프로그램
- 《출발 비디오 여행》(2009년 5월 30일 ~ 2017년 12월 17일)
- 《뽀뽀뽀 아이조아》(2010년 4월 ~ 2010년 12월)

### TV-교양 프로그램
- MBC 《생방송 오늘아침》(2013년 3월 18일 ~ 2017년 12월 28일)
- MBC 《휴먼다큐 사랑 프롤로그 - 스물세 번의 사랑》 - 내레이션
- MBC 《생방송 금요 와이드》
- MBC 《공감 특별한 세상》
- MBC 《스포츠 매거진》
- MBC 《생방송 오늘아침》임시진행 (2024년 7월 15일 ~ 2024년 8월 14일)

### 라디오
- MBC RADIO 《양승은의 팝콘》
- MBC 표준FM 《MBC 뉴스포커스》(2019년 1월 2일 ~ 2019년 8월 5일 / 2019년 12월 23일 ~ 2020년 3월 27일)
- MBC 표준FM 《MBC 저녁앤뉴스》(2021년 6월 7일 ~ 2022년 12월 2일)
- MBC 표준FM 《MBC 정오종합뉴스》(2023년 1월 ~ 현재)
- MBC 선택 2024 라디오 개표방송 8, 9부 (2024년 4월 11일 오전 1시 ~ 3시)

## 연기 경력

### 드라마
- 2006년 KBS 2TV 《화랑전사 마루》 : 김마리 역
- 2011년 MBC 《최고의 사랑》 : 앵커 역

### 영화
- 2007년 - 《울어도 좋습니까?》